# Platychelus lutosus
Platychelus lutosus är en skalbaggsart som beskrevs av Schein 1959. Platychelus lutosus ingår i släktet Platychelus och familjen Melolonthidae. Inga underarter finns listade i Catalogue of Life.